# Kattarrófa
Kattarrófa är en bergstopp i republiken Island. Den ligger i regionen Norðurland vestra, 170 km norr om huvudstaden Reykjavík. Toppen på Kattarrófa är 429 meter över havet.
Trakten runt Kattarrófa är nära nog obefolkad, med mindre än två invånare per kvadratkilometer. Närmaste större samhälle är Hvammstangi, omkring 19 kilometer sydväst om Kattarrófa. Trakten runt Kattarrófa består i huvudsak av gräsmarker.